# Laur Krakowa XXI wieku

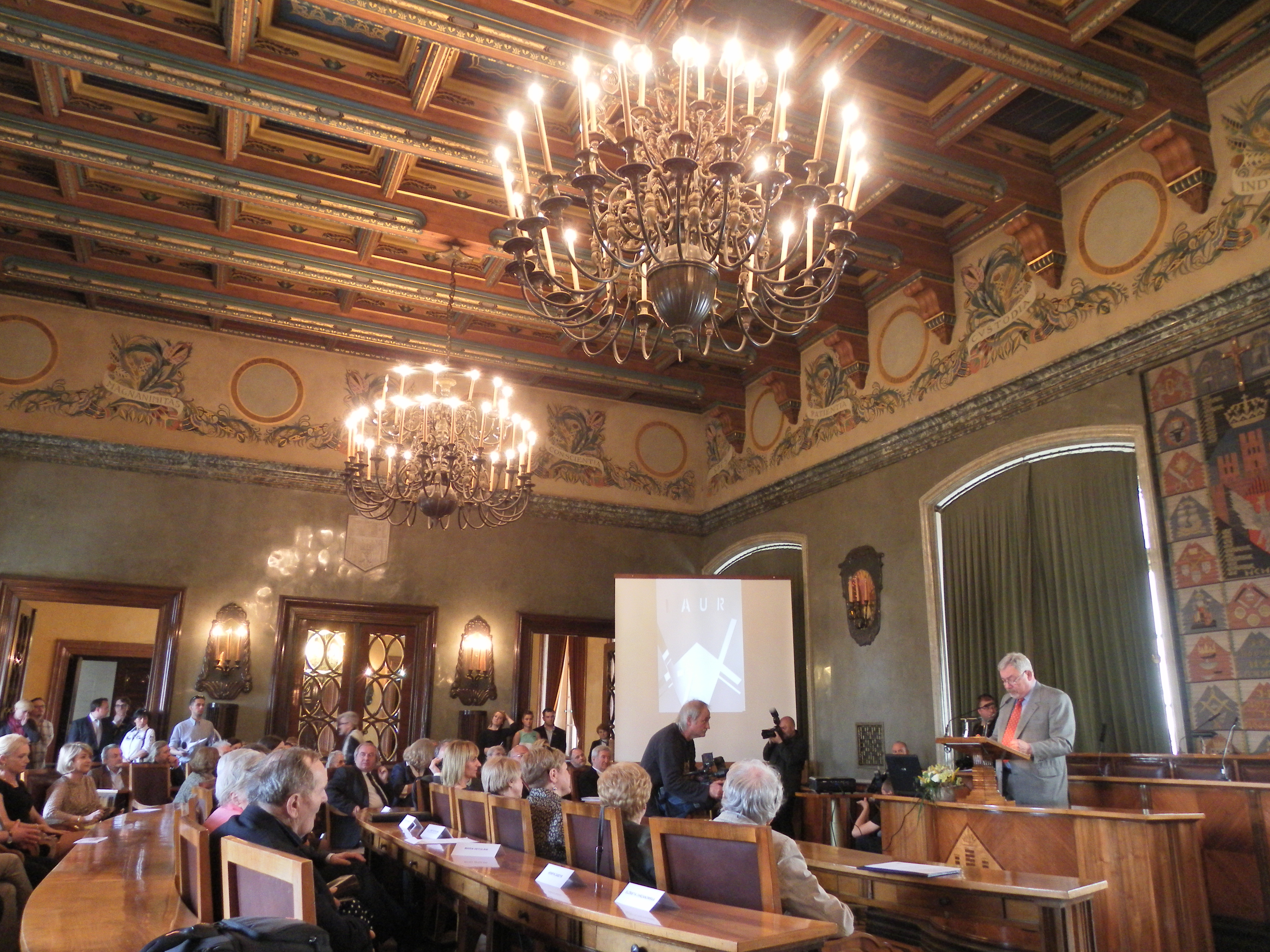
Ceremonia wręczania Lauru Krakowa XXI wieku Wojciechowi Leśnikowskiemu. Przemawia prezydent miasta Jacek Majchrowski. Pałac Wielopolskich, 2013.

Laur Krakowa XXI wieku – wyróżnienie przyznawane od 2001 roku osobom szczególnie zasłużonym dla miasta, z powodzeniem łączącym w swojej aktywności działalność na rzecz nauki, sztuki i biznesu.
Prezesem Kapituły odpowiedzialnej za wybór laureata była architektka Anna Zabdyr-Jamróz. W skład Kapituły wchodzili: Beata Kupczyk, Joanna Cicio, Stefan Dousa, Adriana Gawriłow, Zuzanna Grabowska, Jan Kurek, Marek Piwowarczyk, Tadeusz Przemysław Szafer (2001–2017), Jerzy Vetulani (2001–2017) i Benedykt Zygadło.
W latach 2001–2007 osobie wyróżnionej laurem wręczano statuetkę autorstwa Janusza Wątora. Autorką i wykonawczynią projektu nagrody przyznawanej od 2013 jest Anna Zabdyr-Jamróz. Do 2014 uroczystość wręczania Lauru odbywała się w Pałacu Wielopolskich, w sali obrad Rady Miasta Krakowa w 2015 po raz pierwszy nagrodę przyznano w Pałacu pod Krzysztofory.

## Nagrodzeni
- 2001: Krystyna Styrna-Bartkowicz[2]
- 2002: Tadeusz Chrzanowski[3]
- 2003: Zbigniew Witek[4]
- 2004: Jerzy Wyrozumski[5]
- 2005: Jan Kanty Pawluśkiewicz[6]
- 2006: Jerzy Stuhr[7]
- 2007: Leon Knabit[8]
- 2013: Wojciech Leśnikowski[9][10]
- 2014: Tadeusz Pieronek[11][12]
- 2015: Zofia Gołubiew[13]
- 2016: Krzysztof Penderecki[14]